# أدوات جراحية منسية
الأدوات الجراحية المنسية هي تلك الأدوات التي تُترك عن غير قصد داخل جسم المريض الخاضع للعمل الجراحي؛ الأمر الذي يترتب عليه أذيات عديدة وجراحات متكررة وتكلفة نقدية زائدة وخسارة المشفى لمصداقيته، وقد يؤدي ذلك في بعض الحالات إلى وفاة المريض. يكون تواتر هذه المشكلة أكبر مقارنة بالعمل الجراحي في الموقع الخاطئ، وذلك باعتبارهما خطأين طبيين قابلين للاجتناب. وبشكل عام، لم تغطِّ الكتب هذا الموضوع بشكل كافٍ.

## الأخطاء والعواقب
يُقدَّر عدد الأدوات المستخدمة في أي جراحة نموذجية بين 250 و300 أداة، وهو قابل للزيادة بشكل كبير في الجراحات الكبرى التي قد يصل فيها عدد الأدوات المستخدمة حتى 600 أداة؛ الأمر الذي يزيد من احتمال نسيان الجراح لأحد هذه الأدوات داخل جسم المريض.

### أنواع الأدوات المنسية
هناك أنماط وأنواع مختلفة للأدوات التي يمكن أن تُنسى أثناء الجراحة، ولعل أشيع الأدوات المنسية هي: الإبر، والمشارط، ودبابيس الأمان، والمباضع، والمشابك، والإسفنج الجراحي، والمناشف، والمحولات الكهربائية. وقد تُنسى أيضًا الملاقط، أو الكلابات الجراحية، أو الأنابيب، أو الممصات، أو المناظير، أو مصابيح أسيبتو، أو مخرب النسيج فائق الصدى، أو المباضع القرية، أو أجهزة القياس. وبشكل عام، يعتبر الشاش أو الإسفنج الجراحي أكثر الأشياء المنسية خلال العمل الجراحي شيوعًا.

### التواتر
من غير الواضح حتى الآن مدى تكرار خطأ نسيان الأدوات الجراحية داخل جسم المريض، لكن تبعًا لوزارة الصحة والخدمات البشرية في الولايات المتحدة، تتراوح التقديرات بين حالة من كل 5000 حالة وحتى حالة واحدة من بين كل 100 حالة. ومع ذلك، ذكرت دراسة أُجريت في عام 2008 لدورية أنالس أوف سيرجيري أن الأخطاء التي تتناول عدد الأدوات والشاش تحدث في 12.5% من الجراحات، بينما أعلن منبه مراقبة سلامة المرضى في عام 2003 نسيان نحو 1500 أداة في أحشاء المرضى في كل عام. أفاد خالد ساخل، وهو عضو في قسم طب التوليد وأمراض النساء في كلية الطب في فرجينيا الشرقية، بأن حدوث هذا الخطأ متوقع لمرة واحدة على الأقل من بين كل 1000- 1500 جراحة من جراحات المعدة، لكن يبقى من المستحيل حساب عدد مرات حدوث هذه المشكلة بدقة.
ذكرت اللجنة المشتركة لاعتماد منظمة الرعاية الصحية أنه «لا ضرورة للإبلاغ عن الأجسام الغريبة المنسية دون قصد في حال عدم وجود فقدان دائم كبير للوظائف»، وقد مُنعت الممرضات من الإبلاغ عن كل الأخطاء خوفًا من قضايا سوء التصرف والمسؤولية.

### الورم القطني
الورم القُطْني هو الاسم الرسمي لبقاء المنشفة أو الإسفنجة الجراحية داخل جسم المريض أثناء الجراحة. يأتي هذا المصطلح من الكلمة اللاتينية «القطن Gossypium» مع الكلمة السواحيلية لمكان الإخفاء «boma». يُشار أيضًا لهذا الورم بالمصطلح الإنجليزي «Textilioma» الذي يجمع بين «الملابس textile» واللاحقة «oma» التي تعني نمو أو ورم.
يمكن للورم القطني أن يكون خفيًا فلا يُكشف إلا بعد مرور أشهر أو حتى سنوات من إجراء الجراحة، بينما يُكتشف في حالات نادرة مباشرة وذلك بحسب شدة الحالة، يظهر هذا الورم على شكل كتلة في الجسم أو ورم في الأمعاء، ويمكن أن يلتبس أيضًا بالخراج بعد الجراحة مباشرة عندما يكون قريبًا من ممر بين الأعضاء (ناسور). في حال لم تُكشف الإسفنجة إلا متأخرًا، فقد يكون من المستحيل التفريق بين الورم القطني والخراج داخل البطن، فكل منهما يسبب فقاعات هوائية و«تكلسًا في جدار التجويف».
يصعب تشخيص هذه الحالة بسبب الأعراض الغامضة والصور الشعاعية التي لا تقدم دليلًا دامغًا أو نتائج واضحة، ولهذا يجب التركيز على تجنب حدوث الخطأ منذ البدء، وفي ما يلي بعض التقنيات التي وُضعت في سبيل منع حدوث الورم القطني:
- وضع علامات ظليلة للأشعة: هنا يمكن غمر الإسفنجة بمادة ظليلة للأشعة قبل الجراحة لتصبح عملية كشفها أسهل بالصورة الشعاعية البسيطة، وهكذا يدل وجود العلامة عند ظهورها في الصورة على وجود إسفنجة منسية. قالت المديرية الجراحية في مستشفى أولد تشيرش هارولد وود: «يجري التشخيص عبر هذه الطريقة بسهولة من خلال التصوير الشعاعي البسيط للبطن، وذلك بظهور العلامة الظليلة للأشعة عند التصوير». مع ذلك، تبقى هذه الطريقة غير مفيدة في حال تفتت الإسفنج أو القطن مع الوقت إلى قطع أصغر.
- التصوير الطبي بالأمواج فوق الصوتية: يمكن ملاحظة الورم القطني بالتصوير الطبي بالأمواج فوق الصوتية من خلال: «وجود بنى عالية الصدوية ضمن كتلة كيسية تُظهر ظلًا صوتيًا خلفيًا يتغير بالتوازي مع اتجاه حزمة الأمواج فوق الصوتية»، وذلك وفقًا للمديرية آنفة الذكر.
- التصوير المقطعي المحوسب: ستُظهر الإسفنجة الجراحية في التصوير المقطعي المحوسب فقاعات هوائية على كتل الأنسجة الرخوة، لكن يبقى العيب في هذه التقنية هو إمكانية الخلط بين الورم القطني والخراجات.

### النتائج
تختلف النتائج التي قد تترتب على نسيان الأدوات الجراحية داخل جسم المريض؛ فقد تكون غير مؤذية في بعض الحالات، بينما تكون مهددة للحياة في حالات أخرى. قد تسبب الأدوات الجراحية المنسية انثقابًا في الأعضاء الحيوية والأوعية الدموية مؤديةً إلى النزيف الداخلي، وأيضًا قد تنتبج الإسفنجة ويزداد حجمها تدريجيًا لتصل حد الخطورة. قد يتطلب نسيان أداة ما عمليةً جراحية إضافية تشغل طاولة العمليات لمريض آخر يحتاجها عاجلًا، وعن ذلك قال مايكل بلوم: «تحتاج الحوادث التي لوحظت ثلاث عشرة دقيقة وسطيًا، وهي فترة زمنية يمكن أن تؤثر بشكل كبير على سير العمل في قسم الطوارئ والفترة المحيطة بالجراحة».
إضافة إلى ما سبق، قد يشخص الطبيب خطأً حدوث اختلاط خطير للعمل الجراحي ما سيؤدي إلى إجراءات جراحية خطيرة غير ضرورية، في حين يمكن تجنب ذلك إذا أخذ الفريق الطبي بعين الاعتبار وجود إسفنجة منسية.

## العوامل المساهمة
يُجرى العديد من الدراسات لتحديد السبب الدقيق وراء ترك الأدوات داخل أجسام المرضى أثناء العمل الجراحي على أمل التمكن من تجنب هذه المشكلة في المستقبل. اعتُقد سابقًا أن كمية الدم المفقودة خلال العمل الجراحي أو تبديل الممرضات خلال الجراحة يمكن أن يزيد من خطر نسيان الأشياء، لكن الدراسات لا تدعم هذا الاعتقاد. توجد عوامل بشرية، كالإرهاق ونقص الأدوات الضرورية للمساعدة في إجراء حساب دقيق والبيئة الفوضوية، تُفاقم خطورة نسيان الأدوات، ولأن هذه العوامل لا يمكن السيطرة عليها؛ يجب على الجراح أن يتعلم تخفيفها.
تُعد الحسابات غير الدقيقة سببًا رئيسيًا وراء إمكانية ترك الأدوات دون قصد داخل جسم المريض؛ فقد سُجلت حالات نسيان كان عدد الإسفنجات فيها صحيحًا بعد إجراء العملية ومغادرة المريض. يمكن للحساب غير الدقيق أن ينتج عن حرمان الممرضات من النوم، وصعوبة الجراحة تقنيًا أو كونها طويلة ومرهقة فكريًا، ويمكن لهذا الخطأ أن يحدث عند وجود فوضى وتشتت انتباه ضمن العملية كما يحدث في العمليات الإسعافية، أو عندما تحدث تغيرات مفاجئة خلال الإجراء الجراحي.
تُظهر الدراسات أن وجود مؤشر كتلة جسم عالٍ يزيد من الخطر، وقد وجد باحثون من بوسطن أن أي زيادة بمقدار نقطة واحدة في مؤشر كتلة الجسم يمكن أن تزيد خطر الخطأ بنسبة 10%.

## تجنب نسيان الأدوات
يعتمد تقليل عدد الأخطاء على تحسين النظام الجراحي ككل، ولا تقع المسؤولية على فرد بعينه. يقوم العديد من المشافي بأربع عمليات حساب للإسفنج والأدوات المستخدمة في سبيل تحسين النظام وتقليل مثل هذه الحوادث. تتم عملية العد الأولى عند وضع الأدوات وفض الشاش، والثانية مباشرةً قبل الجراحة، بينما تٌجرى الثالثة عند بداية الإغلاق، لتتم الأخيرة خلال عملية إغلاق الجلد، وهذا الإجراء هو الخط التوجيهي العام، لكن هناك العديد من الطرق الأخرى التي تختلف من مشفى لآخر.
يقلل الحساب المتكرر والدقيق من حدوث الأخطاء، لكنه يمتلك سلبياته الخاصة؛ ففي حال كان المريض في حالة حرجة تستدعي التصرف المباشر لن يبقى هناك أي وقت للحساب قبل البدء، وسيحتم هذا الإجراء إبقاء المريض لفترة أطول تحت التخدير. بالإضافة إلى ذلك، يخضع العد للخطأ البشري، فغالبية حالات الورم القطني وغيرها من ترك الأدوات تحدث بعد الإبلاغ عن عدد صحيح، وبذلك لا يُعتبر العد مفيدًا دائمًا.